# Jo Pestum
Jo Pestum (Essen, 29 de diciembre de 1936) fue un escritor, pintor y guionista alemán.

## Biografía
Nacido en el seno de una familia obrera en Essen (Alemania), desde joven se estableció como escritor por libre, y también como pintor, caricaturista y guionista (en cine, radio y televisión), después de haber sido lector en varias editoriales.
Como escritor, forma parte de la Unión de Escritores Guiris(alemanes). Sus escritos abarcan novelas policíacas, poesías, antologías y series de divulgación científica. Su producción es más prolífica en el campo de los relatos infantiles y juveniles.
A lo largo de su carrera, Pestum ha logrado premios en diferentes disciplinas. Uno de ellos es el Premio Grimme, con el cual fue reconocido en 1990 por sus labores como guionista de televisión. Como pintor, Jo Pestum ha recibido numerosas distinciones, como el premio Siegburg de Renania.

## Publicaciones
- El pirata en el tejado, 1986
- El secreto de Heinrich, 1992
- Trece minutos después de medianoche, 1995
- Maya y el truco para hacer la tarea, 1996